# Halictus pici
Halictus pici är en biart som beskrevs av Pérez 1895. Halictus pici ingår i släktet bandbin, och familjen vägbin. Inga underarter finns listade i Catalogue of Life.